# Distrito Histórico de Pine Street (Providence)
El Distrito Histórico de Pine Street es un distrito histórico residencial en el South Side de la ciudad Providence, la capital del estado de Rhode Island (Estados Unidos). Se extiende a lo largo de Pine Street entre las calles Seekell y Myrtle, e incluye propiedades al este de Pine y al norte de Pearl Street en las calles Friendship, Prince, Maple y Stewart. El distrito representa un enclave de viviendas residenciales del siglo XIX en un área afectada por actividades de renovación urbana.
El distrito fue incluido en el Registro Nacional de Lugares Históricos en 1978.